# Ден Салліван
Даніел Скотт «Ден» Салліван (англ. Daniel Scott «Dan» Sullivan; нар. 13 листопада 1964, Фейрв'ю Парк, Огайо) — американський політик, сенатор США від Аляски з січня 2015. Член Республіканської партії.

## Біографія
Здобув освіту в Гарвардському та Джорджтаунському університетах, стажувався в Апеляційному суді округу Колумбія. У 1993 році він вступив до Корпусу морської піхоти США, перебував на дійсній військовій службі до 1997. Відтоді входив до резерву морської піхоти й був залучений до армії з 2004 по 2006, у 2009 і 2013.
Між 1997 і 1999 він працював судовим клерком в Апеляційному суді 9-го округу США і Верховному суді Аляски. Він мав приватну юридичну практику в Анкориджі (Аляска) з 2000 по 2002, потім переїхав до штату Меріленд, щоб працювати у федеральному уряді, спочатку в Національній економічній раді] і Раді національної безпеки, а потім як помічник Держсекретаря США з питань економіки та бізнесу.
Пізніше Салліван повернувся на Аляску, де був Генеральним прокурором штату з 2009 по 2010, а потім комісаром Департаменту природних ресурсів з 2010 по 2013. На виборах до Сенату в 2014 він переміг діючого сенатора-демократа Марка Бегича.